# Линьярис (Эспириту-Санту)
Линья́рис (порт. Linhares) — муниципалитет в Бразилии, входит в штат Эспириту-Санту. Составная часть мезорегиона Северное побережье штата Эспириту-Санту. Входит в экономико-статистический микрорегион Линьярис. Население составляет 124 000 человек на 2006 год. Занимает площадь 3 501,604 км². Плотность населения — 35,1 чел./км².

## История
Город основан в 1800 году.

## Статистика
- Валовой внутренний продукт на 2005 составляет 1.432.525.000 реалов (данные: Бразильский институт географии и статистики).
- Валовой внутренний продукт на душу населения на 2003 составляет 7.032,51 реалов (данные: Бразильский институт географии и статистики).
- Индекс развития человеческого потенциала на 2000 составляет 0,757 (данные: Программа развития ООН).

## География
Климат местности: тропический. В соответствии с классификацией Кёппена, климат относится к категории Aw.